# Metropolitan Life North Building
El Metropolitan Life North Building, ahora conocido como Eleven Madison, es un rascacielos art déco de 30 pisos en el Distrito Flatiron adyacente al Madison Square Park en Manhattan, Nueva York, en 11-25 Madison Avenue. Está bordeado por East 24th Street, Madison Avenue, East 25th Street y Park Avenue South, y está conectado por un puente aéreo y un túnel a la Metropolitan Life Insurance Company Tower, justo al sur.
El North Building fue construido en tres etapas en el sitio de la segunda iglesia presbiteriana de Madison Square. La construcción comenzó en 1929, justo antes del inicio de la Gran Depresión. Originalmente planeado para tener 100 pisos, nunca se completó como se pensó originalmente debido a problemas de financiamiento después de la Depresión. El diseño actual se construyó en tres etapas hasta 1950. Como parte del Complejo Metropolitan Life Home Office, el North Building se agregó al Registro Nacional de Lugares Históricos el 19 de enero de 1996.

## Historia

### Sitio

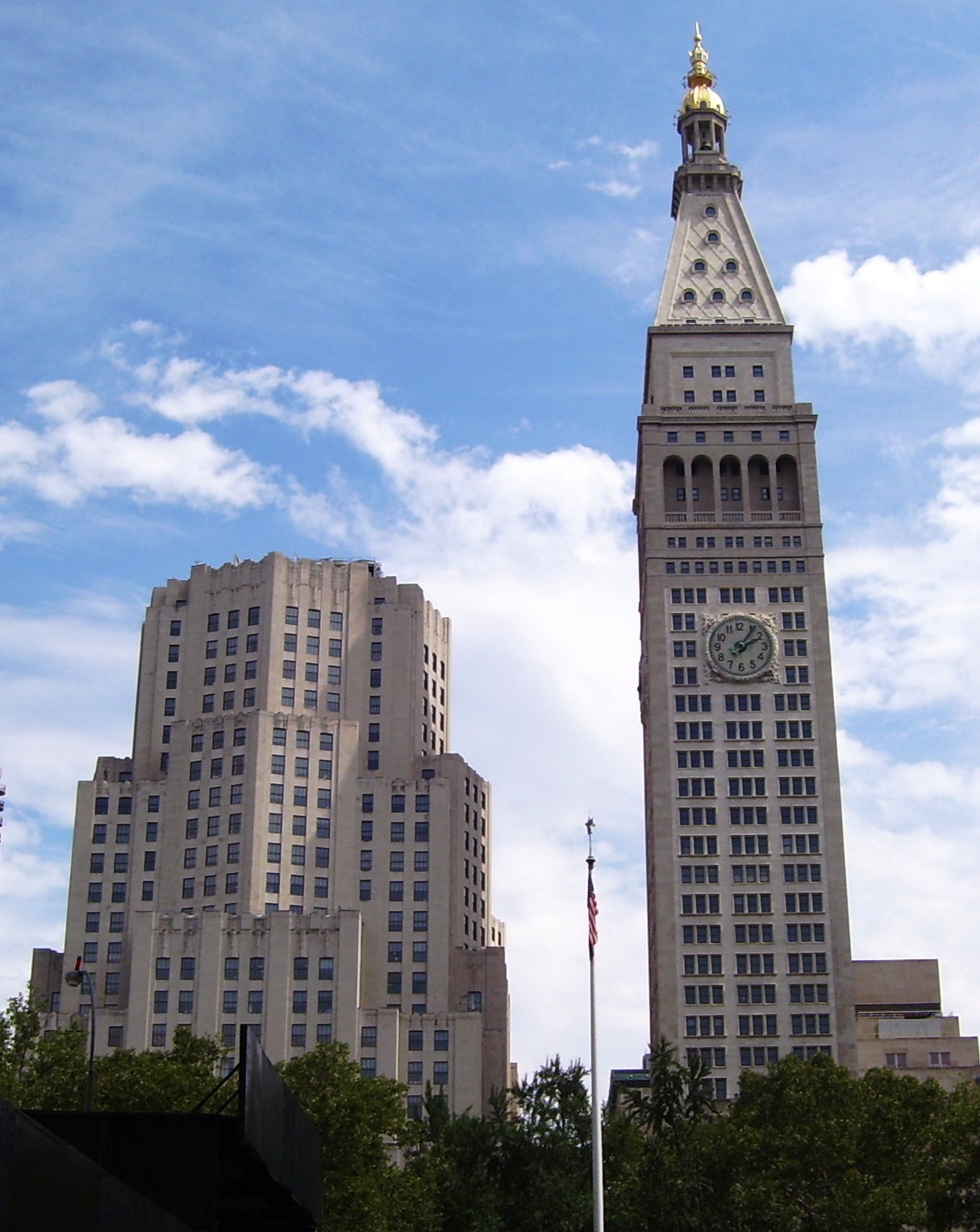
El Metropolitan Life North (izquierda) junto a la Metropolitan Life Insurance Company Tower.

La Iglesia Presbiteriana de Madison Square original, diseñada por Richard M. Upjohn en el estilo neogótico, estaba ubicada en Madison Square Park en la esquina sureste de East 24th Street y Madison Avenue, y se completó en 1854. Fue adquirido por el Metropolitan Life Insurance Company y arrasada para dar paso a la Metropolitan Life Insurance Company Tower de 50 pisos. A cambio, la iglesia recibió una parcela de tierra de 23 por 46 m en el lado norte de la calle 24 que se convirtió en el sitio para el edificio de 1906 de Stanford White para la Iglesia Presbiteriana de Madison Square, a veces llamado " Iglesia Parkhurst "por el reverendo Charles Henry Parkhurst.
Una parcela en el lado norte de la calle 24, que mide 23 por 30 m, fue desarrollada en 1903 como el primer Anexo Metropolitano, un edificio de 16 pisos con revestimiento de mármol Tuckahoe. El anexo fue diseñado por LeBrun y estaba conectado al edificio principal por un túnel. El edificio de Upjohn fue demolido en 1919 para dar paso a una ampliación de ese anexo. La estructura debía tener 18 pisos de altura con seis ascensores e incorporaría el anexo existente, que tendría 23 por 69 m. La planta baja del nuevo anexo contendría un auditorio con 1.100 asientos, y el piso 12 incluiría un comedor y una pasarela conectándola con el piso 11 del edificio al otro lado de la calle 24. Este anexo fue diseñado por D. Everett Waid y terminado en 1921.

### Construcción
El North Building fue diseñado en la década de 1920 por Harvey Wiley Corbett y D. Everett Waid, y se construyó en tres etapas. Metropolitan Life había adquirido el lote delimitado por Madison Avenue, 24th Street, Fourth Avenue (ahora Park Avenue South) y 25th Street en septiembre de 1929. Los planos preliminares, presentados en octubre, proponían una estructura de 35 pisos que serviría como una nueva "oficina en casa", reemplazando a la antigua "oficina en casa" en la Metropolitan Life Tower directamente al sur. El diseño final, presentado en noviembre de 1929, requería una torre de 100 pisos con varios retranqueos, que habría sido el más alto del mundo. La estructura acomodaría a 30.000 visitantes diarios y tendría escaleras mecánicas que conectarían los 13 pisos más bajos.
Después de la caída de la bolsa de valores de 1929 y el inicio de la Gran Depresión, Corbett y Waid volvieron a presentar los planes para el edificio en noviembre de 1930. Estos requerían una estructura de ladrillo, granito y piedra caliza de 28 pisos. Starrett Brothers & Eken fueron seleccionados como contratistas el mes siguiente. Inicialmente, solo se desarrolló la mitad este del bloque; esa estructura se terminó en 1932. Tras la finalización de la primera etapa, dijo Corbett, "es un edificio altamente especializado diseñado principalmente como una máquina para realizar de la manera más eficiente posible el trabajo de la sede particular de nuestra mayor compañía de seguros". La nueva estructura contenía 8,9 ha de nuevo espacio para oficinas. El anexo original de Metropolitan Life de 16 pisos, en la esquina noreste de Madison Avenue y 24th Street, permaneció en su lugar.
En 1937, cuatro edificios en Madison Avenue entre las calles 24 y 25, con una altura de 12 a 20 pisos, fueron demolidos para dar paso a la segunda fase de la construcción: la parte noroeste de la estructura de 28 pisos. En 1938, la compañía presentó planes para construir la mitad occidental del edificio de 28 pisos a un costo de $ 10 millones. El muro occidental de la estructura existente sería demolido para que las dos secciones se integraran en una sola estructura. La segunda fase se terminó en 1940 y contó con 32 pisos: 28 sobre el suelo y cuatro niveles de sótano, lo mismo que en la primera fase.
Los anexos norte de LeBrun y Waid fueron demolidos en 1946 para dar paso a la tercera y última etapa del Edificio Norte. Waid y Corbett prepararon la tercera fase junto con Arthur O. Angilly. El diseño fue similar al de la primera y segunda fase, pero en menor escala. La construcción se completó en 1950. No había planes para construir los pisos adicionales, a pesar de que el plan de construcción hubiera permitido tal expansión, porque Metropolitan Life ya no requería el espacio adicional.

### Años más tardíos
En 1985, Metropolitan Life dejó la torre del reloj y trasladó todas las operaciones restantes al North Building y al ala este del edificio sur. De 1994 a 1997, el interior fue demolido y reconstruido por Haines Lundberg Waehler y el exterior fue renovado a un costo de $ 300 millones. La renovación implicó reducir el tamaño del núcleo para proporcionar espacio adicional para oficinas. El North Building se había considerado obsoleto para los usos de Metropolitan Life (ahora MetLife), que había trasladado a la mayoría de sus empleados al MetLife Building en Midtown Manhattan. Credit Suisse First Boston, una subsidiaria de Credit Suisse, luego arrendó 140.000 m² dentro del edificio, un acuerdo que luego se amplió a 150.000 m². Otros espacios fueron ocupados por Alexander & Alexander Services, Emanuel / Emanuel Ungaro, Wells Rich Greene y Gould Paper Corporation.

## Diseño
El edificio, que tiene 200.000 m² de espacio interior, se construyó en tres etapas. El volumen se ve mitigado por numerosos retranqueos y su forma poligonal. Como resultado de estos retrocesos de la fachada, exigidos por la Ley de Zonificación de 1916, los arquitectos maximizaron el espacio interior utilizable. Inicialmente tenía 30 ascensores, suficientes para dar servicio a los 100 pisos originalmente planeados. Además, debido a que el edificio existente fue construido para ser lo suficientemente fuerte como para soportar pisos adicionales, el techo incluía 16 generadores eléctricos, suficientes para alimentar el edificio durante varios días.

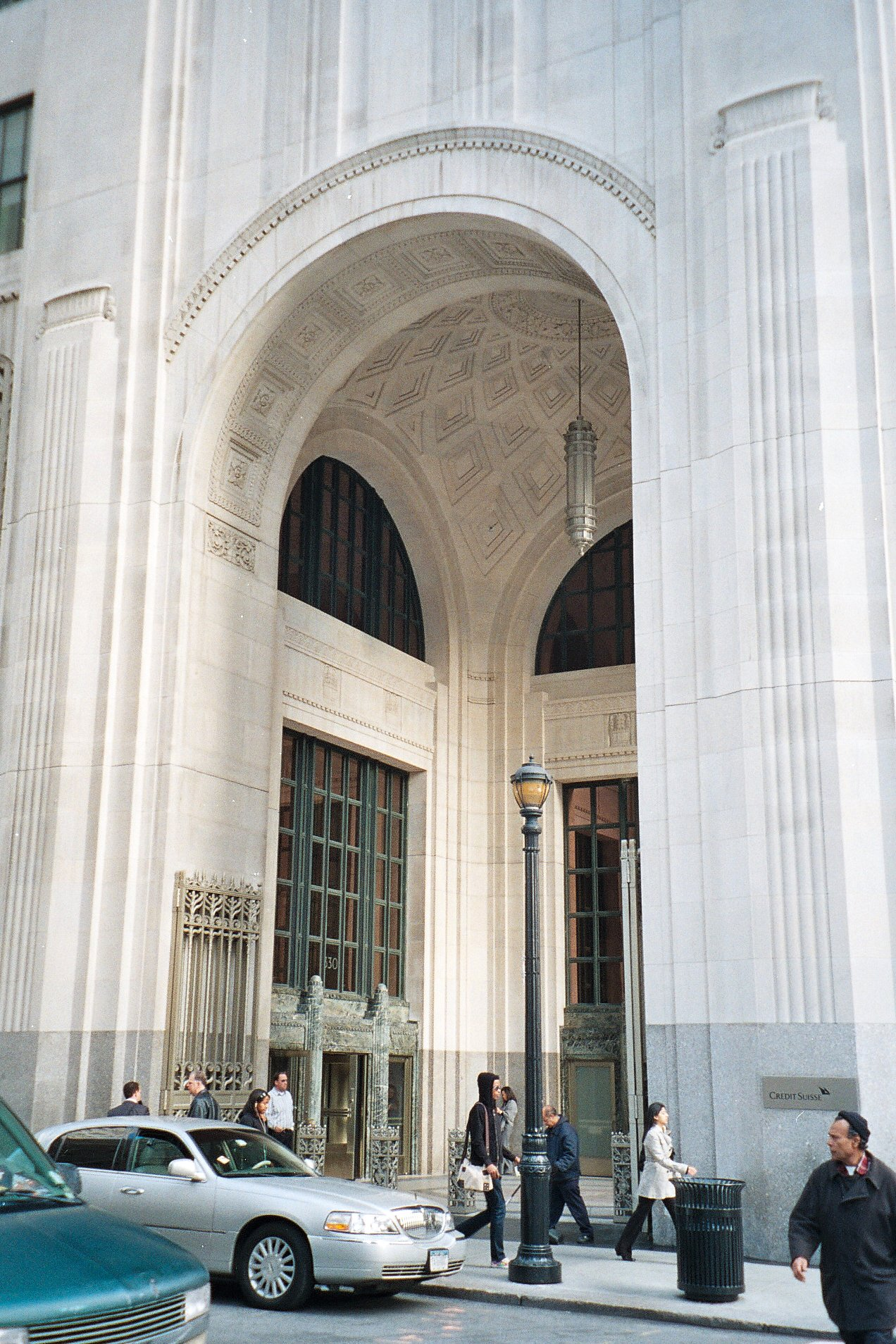
Uno de la entrada logias en las esquinas del edificio

El edificio tiene un acabado exterior con detalles de mármol y piedra caliza de Alabama, y contiene un marco interior de acero. Los marcos de las ventanas son en su mayoría de bronce, excepto los instalados durante la etapa final de construcción, que son de aluminio. Las ventanas de la planta baja son ventanas de varios paneles y todas las demás son ventanas de guillotina de tres sobre tres. Las rejillas de piedra caliza se encuentran fuera de las ventanas del segundo piso.
El Edificio Norte cuenta con cuatro entradas de esquina abovedadas, cada una de las cuales tiene tres pisos de altura y están compuestas por logias a ambos lados de la esquina. El mármol rosado de Tennessee se utiliza como elemento decorativo en los pisos y alrededor de las puertas de cada logia. El centro de la fachada de la calle 24 contiene otra entrada. El lado de la calle 25 contiene numerosos muelles de carga.

### Interior
El vestíbulo de tres pisos contiene acabados de mármol y travertino. El vestíbulo contiene un casetón con hojas de aluminio en numerosos colores. En las paredes sobre los pasajes a cada vestíbulo de ascensor. hay bajorrelieves de hoja de aluminio. Los demás pasillos contienen suelos de terrazo, techos de yeso con molduras escalonadas y Boiserie de mármol. En los pisos superiores, los ascensores, los baños y las escaleras están ubicados en un núcleo en el centro de cada piso.
Corbett y Waid describieron cómo el edificio tenía "las últimas ideas en ventilación, aire acondicionado, insonorización, iluminación artificial, tubos neumáticos intercomunicados, teléfonos, timbres de llamada, sistemas de reloj de funcionamiento de la unidad [e] instalaciones especiales de ascensores y escaleras mecánicas". Las oficinas están ubicadas en los bordes exteriores de cada piso, cerca de las ventanas, y generalmente son espacios diáfanos con pocas habitaciones privadas para dar cabida al gran número de trabajadores de la empresa. Las oficinas eran utilitarias, con iluminación artificial indirecta que permitía un espacio de oficina de hasta 24 m de profundidad. Los techos de baldosas acústicas escalonadas aumentaron en intervalos de 150 mm, desde su altura más baja cerca del núcleo del edificio hasta su altura más alta cerca de las ventanas, lo que maximizaba la luz natural al tiempo que proporcionaba espacio para los conductos del techo. Otra innovación en el momento de su construcción fue la inclusión de un sistema de aire acondicionado en todo el edificio. El piso 27 contenía un auditorio.
Hay cuatro sótanos: la cocina en el primer nivel del sótano (justo debajo del suelo), las áreas de comedor para empleados en el segundo y tercer sótano y los espacios mecánicos en el cuarto nivel del sótano. Los comedores podían acomodar a 8.000 comensales por día. En las paredes de los comedores de los sótanos y los vestíbulos de los ascensores están montados murales de 2,1 m de altura. Estos murales fueron pintados por Edward Trumbull, D. Putnam Brinley, Nicholas L. Pavloff, N. C. Wyeth y Griffith Bailey Coale, que representan escenas de historias populares estadounidenses, la vida salvaje de América del Norte y la historia del estado de Nueva York. Tenían la intención de "traer a los empleados un sentimiento de cesación de su trabajo a través de la contemplación de obras maestras artísticas y divertidas". Los planes originales eran incluir una entrada a la estación de metro de la Calle 23, pero la entrada finalmente se construyó una cuadra al sur, en la Calle 23, con una entrada a través de la Torre Metropolitan Life Insurance Company.

## Inquilinos
11 Madison Avenue es propiedad de SL Green Realty Corp. El inquilino principal es Credit Suisse, con Yelp, Inc. y varias empresas de Sony como Sony Corporation of America, Sony Music Entertainment y Sony/ATV Music Publishing como inquilinos adicionales notables.
El restaurante Eleven Madison Park está al nivel de la calle en el lado de Madison Avenue. El restaurante, que se inauguró en 1998, ofrece a los huéspedes un menú de degustación de varios platos inspirado en la abundancia agrícola de Nueva York y sus tradiciones culinarias.
El edificio sirvió anteriormente como almacén de registros de Met Life.

## En la cultura
- El thriller de 1981 Eyewitness utilizó el vestíbulo como el lugar donde el personaje de William Hurt fue empleado como conserje, y donde tiene lugar el brutal asesinato que comienza la película. Allí también se rodaron otras escenas de la película.[31]
- El director Martin Scorsese usó el edificio como ubicación para la oficina de Griffin Dunne en la película After Hours de 1985.[31]
- En 1986, Woody Allen utilizó en Radio Days el North Building como las oficinas de una cadena de radiodifusión.[31]